# Kolonat
Kolonat (lat. colonus fæstebonde; colo jeg dyrker) er en betegnelse for et fæsteforhold i den romerske kejsertid.
Fæsterne (coloni, agricolae, rustici)
var ikke slaver, men livegne bundet til jorden (glebae adscripti);
de kunne gifte sig og
erhverve formue, men denne hørte ligesom de
selv og deres familie uopløselig til den jord,
de havde i fæste.
Jordejeren kunne revse
dem, forfølge dem som undvegne slaver, når
de forlod jorden, og vindicere dem tilbage fra
tredjemand, der sad inde med dem. På den
anden side var de dog ikke helt retsløse.
Jordejeren måtte således ikke vilkårlig
forhøje fæsteafgiften, og mod overgreb i den
retning kunne de søge ly hos domstolene; ej
heller måtte han skille dem fra jorden, ved
hvis salg de derimod skiftede husbond og
herre.
Grundene til dette stavnsbånd var dels
agrarpolitiske grunde, nemlig for at sikre
jordens dyrkning, dels finanspolitiske, for at sikre
skyldsætningens nøjagtighed – godsejeren
betalte nemlig en kopskat for de i
skatteregistrene for hans gods indførte koloni – dels
vel også militære, idet de soldater, som
grundejeren skulle stille, blev taget af disse fæstere.
Forholdet lignede altså i meget senere tiders
livegenskab.